# Le Monastère
 Le Monastère  (en occitano Lo Monestire) es una población y comuna francesa, situada en la región de Mediodía-Pirineos, departamento de Aveyron, en el distrito de Rodez y cantón de Rodez-Est.

## Demografía
| 909 | 937 | 1201 | 1256 | 1579 | 1809 |
| Para los censos de 1962 a 1999 la población legal corresponde a la población sin duplicidades (Fuente: INSEE [Consultar]) |     |      |      |      |      |